# برايان موريس (مصمم الإنتاج)
برايان موريس (بالإنجليزية: Brian Morris)‏ هو مصمم الإنتاج بريطاني، ولد في 1939 في لانكشر في المملكة المتحدة.

## وصلات خارجية
- برايان موريس على موقع IMDb (الإنجليزية)
- برايان موريس على موقع قاعدة بيانات الفيلم (الإنجليزية)